# Monarchie fidjienne
La monarchie fidjienne est le régime politique en vigueur aux Fidji jusqu'en 1987. Le monarque des Fidji porte le titre de Tui Viti. Le pays est aujourd'hui une république.

## Naissance du royaume des Fidji
Jusqu'au milieu du XIXe siècle, les Fidji ne sont pas un pays unifié et ne se sont jamais conçus comme tels. Le titre de Tui Viti est employé pour la première fois dans les années 1840 par le ratu (chef) Tanoa Visawaqa, chef de Bau, qui, par la conquête, étend sa domination sur l'ouest des îles. Son fils, Seru Epenisa Cakobau, poursuit le processus d'unification des Fidji et, à partir des années 1850, se proclame roi de l'ensemble du pays. En 1871, avec l'appui d'immigrés européens (principalement britanniques) qui dominent son gouvernement, il pose les fondements d'une monarchie constitutionnelle.
En 1874, craignant une annexion par les États-Unis et les pressions émanant de rivaux au sein des Fidji, Seru Epenisa Cakobau cède son pays au Royaume-Uni, en échange de la reconnaissance des droits fonciers des indigènes et des droits coutumiers des chefs fidjiens. Les Fidji deviennent ainsi une colonie britannique, et la monarchie fidjienne en tant que telle cesse alors d'exister. Le titre de Tui Viti est transmis à la reine Victoria, et par la suite aux monarques qui se succèdent sur le trône britannique jusqu'en 1970.

## Décolonisation
Lorsque les Fidji deviennent à nouveau un État indépendant, en 1970, les relations avec le Royaume-Uni demeurent cordiales. Élisabeth II reste chef de l'État en tant que reine des Fidji, et non plus comme reine du Royaume-Uni. La monarchie redevient ainsi une institution distinctement fidjienne, Élisabeth II étant le premier chef d'État du pays dans la période post-coloniale. Ses fonctions sont essentiellement déléguées au gouverneur général des Fidji et limitées par une Constitution qui maintient une monarchie constitutionnelle bâtie sur le système de Westminster. En 1987, un coup d'État mené par le colonel Sitiveni Rabuka aboutit à l'abolition de la monarchie et à la proclamation d'une république.

## La monarchie aujourd'hui
En 1997, Sitiveni Rabuka est reçu par la reine Élisabeth II au château de Windsor et lui présente ses excuses formelles pour l'avoir destituée lors du second coup d'État de 1987, et indique que la reine a reçu ses excuses « avec gentillesse et avec grâce ». Il rapporte par la suite qu'il lui a proposé de rétablir la monarchie aux Fidji, et qu'elle lui aurait dit de ne procéder qu'avec l'accord du peuple fidjien. Il aurait alors songé à organiser un référendum sur la question, mais y aurait renoncé en pensant ne pas pouvoir convaincre les Indo-Fidjiens de soutenir un rétablissement de la Couronne.
Bien que les Fidji soient une république et que la reine Élisabeth II ne dispose plus d'aucune fonction aux yeux de la Constitution, le Grand Conseil des Chefs au début du XXIe siècle lui reconnaît le titre purement honorifique de Chef suprême des Fidji.
En 2002, le Conseil affirme que, de son point de vue, Élisabeth II est toujours reine des Fidji. Il ne s'agit pas là de remettre en cause la république mais de signifier que le maintien du titre honorifique de « reine » est compatible avec l'existence d'un gouvernement républicain. Les Fidji seraient donc un État quelque peu particulier — une république doublée d'une monarchie, un pays doté à la fois d'un président et d'une reine.
En 2012, le dictateur fidjien Frank Bainimarama abroge le Grand Conseil des Chefs mais affirme espérer qu'Élisabeth II redeviendrait reine des Fidji après les élections législatives de 2014, lorsque le pays serait redevenu une démocratie et qu'il serait accepté à nouveau au sein du Commonwealth des Nations. Vainqueur de ces élections, il n'initie toutefois aucun retour à la monarchie. Pour autant, la devise du pays est encore à ce jour « Crains Dieu et honore la reine ».

## Liste desTui Viti
| No | Tui Viti             | Règne         | Naissance et décès |
| 1. | Tanoa Visawaqa       | 1829-1852     | 1777-1852          |
| 2. | Seru Epenisa Cakobau | 1852-1874     | 1815-1883          |
| 3. | Victoria             | 1874-1901     | 1819-1901          |
| 4. | Édouard VII          | 1901-1910     | 1841-1910          |
| 5. | George V             | 1910-1936     | 1865-1936          |
| 6. | Édouard VIII         | 1936          | 1894-1972          |
| 7. | George VI            | 1936-1952     | 1895-1952          |
| 8. | Élisabeth II         | 1952-1987 (*) | 1926-2022          |
| (*) Constitutionnellement, la monarchie a été abolie et on peut donc considérer qu'il n'y a plus de Tui Viti depuis 1987 (date de la proclamation de la république) ou 1990 (date de l'entrée en vigueur de la nouvelle Constitution). Toutefois, le titre de Chef suprême des Fidji (Tui Viti) est toujours reconnu par le Grand Conseil des Chefs jusqu'à sa dissolution, le 14 mars 2012. |                      |               |                    |